# نصيحة نامه
نصيحة نامه (التركية العثمانية: نصيحت نامه؛ من أصل فارسي، وتعني: كتاب النصيحة) هي أدب من نوع الرسائل التوجيهية للسلاطين العثمانيين، تشبه مرايا الأمراء. ويستندون إلى مجموعة متنوعة من المصادر التاريخية والدينية، وتأثروا بحكم الدولة السابقة من الفُرس والترك مثل السلاجقة أو حتى المغول، فضلًا عن التاريخ الإسلامي المبكر والأحداث المعاصرة.

## التاريخ
أصبح كتاب "نصيحة نامه" شائعًا في القرن السادس عشر ولكنه بني على أعمال سابقة مثل كتاب "كوتادجو بيليج" (معرفة الرخاء)، الذي كتبه يوسف هاس هاسيب في عام 1070. تشمل التأثيرات المبكرة أدبيات ديوان الإنشاء في العصر العباسي. ويشير البعض إلى الإسكندر الأكبر.
ومع ذلك، فإن نصيحة نامه تختلف عن السجلات التاريخية البيزنطية (Chronographia)، وقد كُتبت لجمهور مختلف.
كان الطامحون إلى الحكومة العثمانية يُكلفون بكتابة النصيحة نامه؛ بما في ذلك، في إحدى الحالات، من يونان الفنار ألكسندروس سكارلاتو كاليماكي، الأب المحتمل لسكارلاتوس فويفوداس ألكسندرو كاليماكي.
بحلول القرن السابع عشر، بدأ الشعور بالانحدار الإمبراطوري يؤثر على محتوى هذه النصوص؛ أكثر من مجرد الدعوة إلى العودة إلى العصر الذهبي (مثل سليمان القانوني)، فقد سلطوا الضوء على مشاكل نظامية محددة في الإمبراطورية؛ بما في ذلك المحسوبية، والثورات، والهزيمة العسكرية، والإنكشارية الفاسدة.

## المحتوى
تتضمن النصائح عادة سببًا أخلاقيًا واضحًا لسبب كتابتها وتقديمها للقادة؛ سواء كان التقوى، أو الأخلاق، أو السياسة الواقعية.

## أمثلة

### السلائف
- نصيحة الملوك للغزالي
- كابوسنامه لكيكاووس بن إسكندر
- سياسة نامه بقلم نظام الملك، كتبها بأمر من السلطان السلجوقي ملك شاه.
- أخلاق ناصري بقلم ناصر الدين الطوسي
- جهار ماكالا (أربعة خطابات) بقلم نظام الدين عرودي
- كتاب نصيحة الملك للماوردي
- كتاب أخلاق المحسنين لحسين واعظ كاشفي (مؤلف باللغة الفارسية عام 900 هـ/1495 م)، ترجمه هنري جورج كين [الإنجليزية] إلى الإنجليزية تحت عنوان أخلاق المحسنين في منتصف القرن التاسع عشر.
- المقدمة، لابن خلدون
- تراجم الأعلام لابن ظفر الصقلي

### نصوص نصائح نامه
- تاريخ أبو الفتح ، بقلم تورسون بك [9]
- ديستان وتيفاريه ملوك آل عثمان، لأحمدي [10]
- كتاب " الأسافنامه" ("مرآة الحكام")، للطفي باشا
- نصائح السلاطين لنشأتو، بقلم جليبولولو مصطفى علي [7]
- رأفات الحسين في خلاصتي أحباري الحافظين ، مصطفى نعيمة
- حرذ الملوك (تعاويذ السلاطين)، مكتوبة بشكل مجهول
- أصول الحكم في نظام العالم، حسن كافي الأخيساري
- هابنامي (كتاب الأحلام)، بقلم فييسي. [4]
- كتاب جميل، مجهول.
- الرسالة، لكوتشي بك [الإنجليزية]
- ولي الدين تلهيشليري
- كنامي سلطاني لعزيز أفندي؛ هوية المؤلف عزيز أفندي غير واضحة.
- كتاب مصلي المسلمين ومنافع المؤمنين، مجهول.
- دستور العامل لإصلاح الحالل بقلم حاجي جلبي
- تلخيص البيان في قوانين آل عثمان، بقلم هزرفان حسين أفندي ، الذي كتب أيضًا كتاب تاريخ تواريخ الملوك

## طالع أيضًا
- فتوى
- الفقه
- هداية
- أدب النصيحة الإسلامية
- مرايا للأمراء
- سياسة نامه